# 彭学沛
彭學沛（1896年—1948年），字浩徐，江西省安福縣嚴田鎮老屋村人，中華民國政府官員、學者。

## 早年經歷
青年時期曾赴日本京都帝國大學學習，後又前往比利時留學。留學回國後，彭學沛擔任北京大學政治學教授。

## 從政
1928年，何浩若創立《中央日報》，彭學沛任總編輯。1932年3月起，先後任代理內政部長、全國經濟委員會委員、交通部常務次長、交通部政務次長、國民黨六屆中央執行委員、戰時生產局副局長等。1946年5月任國民黨中央宣傳部長。1947年1月9日，中國國民黨中央宣傳部長彭學沛發表談話，稱：「政府對於停止衝突，及改組政府等問題，具體辦法甚願與中共竭誠商談。」:82611月16日，彭學沛舉行記者招待會，答記者關於中共要求花園口黃河堵口延期5個月完工一節，以堵口不久可完工，中途停頓則木樁石塊隨時有可能等理由，表示不能停止堵口。:82674月23日，國民政府特任彭學沛為行政院政務委員。:83405月18日，上海《中央日報》企業化，開創立會改為公司組織，通過公司章程，選彭學沛為董事長，杜月笙、趙棣華等6人為常務董事，吳鐵城、陳立夫、王世為監察人，吳鐵城為常駐監察人，社長仍由馮有真擔任。:83566月29日，由彭學沛、賀耀祖、湯恩伯3人負責籌備，中央宣傳部「亞東問題研究會」及「改造出版社」合併組成之「亞東協會」，在上海舉行成立大會，賀耀祖當選理事長，彭學沛等31人為理事，並聘請張群為名譽理事長，戴傳賢等39人為名譽理事；協會宗旨為：聯絡亞東各族感情，促進文化交流，並協助國際文教工作。:8376
1948年（民國37年）12月21日，乘飛機赴香港辦理公務，不料該機在抵港前2分鐘，墜毀於火石洲，彭學沛等36人全部遇難。

## 外部鏈接
- 安福縣人民政府網站關於彭學沛的介紹[永久]